# Diadiplosis megalamellae
Diadiplosis megalamellae är en tvåvingeart som först beskrevs av Barnes 1939.  Diadiplosis megalamellae ingår i släktet Diadiplosis och familjen gallmyggor. Inga underarter finns listade i Catalogue of Life.